# Franc Mlakar
Franc Mlakar, slovenski politik, *  1. december 1857, Hošnica pri Laporjah, †  31. julij 1909, Hošnica. 
Mlakar je dokončal ljudsko šolo v Laporju in začel v zrelih letih  politično nastopati v slovenjebistriškem okraju pod vplivom mariborskega Slovenskega političnega društva in slovenjebistriškega dekana A. Hajška. Pri političnem nastopanju se je uveljavil z odločnim nastopom, šaljivim značajem in dobro retoriko. Kot politik se je uveljavljal predvsem v domači občinski politiki, pri ustanavljanju slovenskih društev, v občinskem in okrajnem šolskem svetu. Leta 1901 je kandidiral na volitvah v državni zbor v volilnem okraju Maribor-Slov. Bistrica-Marenberg-Radgona-Lipnica, a se je kot še števni drugi kandidati kandidaturi odpovedal v korist konservativcu baronu Morseyu. Sodeloval je tudi pri ustanovitvi Slovenske kmečke zveze in bil njen podpredsednik.